# Teens' Music Festival
El Teens' Music Festival (ティーンズ・ミュージック・フェスティバル?) fue un concurso de música auspiciado por Yamaha Music Foundation, Nippon Broadcasting System y National Radio Network, celebrado cada tres años y centrado en adolescentes. El festival ha lanzado a la fama a numerosos artistas.

## Historia
El festival surgió como reemplazo del popular concurso de música Yamaha Popular Song Contest, el cual estuvo vigente desde 1969 a 1986. La primera edición del Teens' Music Festival fue celebrada el 5 de agosto de 1987 en el Nakano Sun Plaza. La competencia se llevaba a cabo en dieciséis prefecturas, principalmente en ciudades que ya habían sido anfitrionas de previos concursos musicales, tales como el Teens' Music Wave. Los ganadores de cada prefectura competían en las finales en Tokio, donde el ganador del primer premio recibía la oportunidad de debutar como artista indie bajo el sello juvenil de Yamaha.
En 2006, se celebró una edición conmemorando el 20º aniversario. En 2007, la competencia fue reemplazada por un nuevo musical llamado "Music Revolution".

## Artistas que participaron
- NICO Touches the Walls
- Ayaka
- Ataru Nakamura
- ircle

Ayaka.

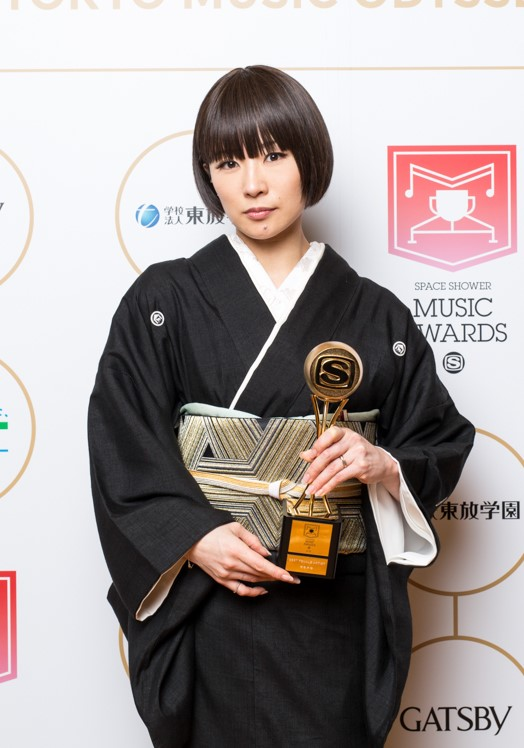
Ringo Shiina.

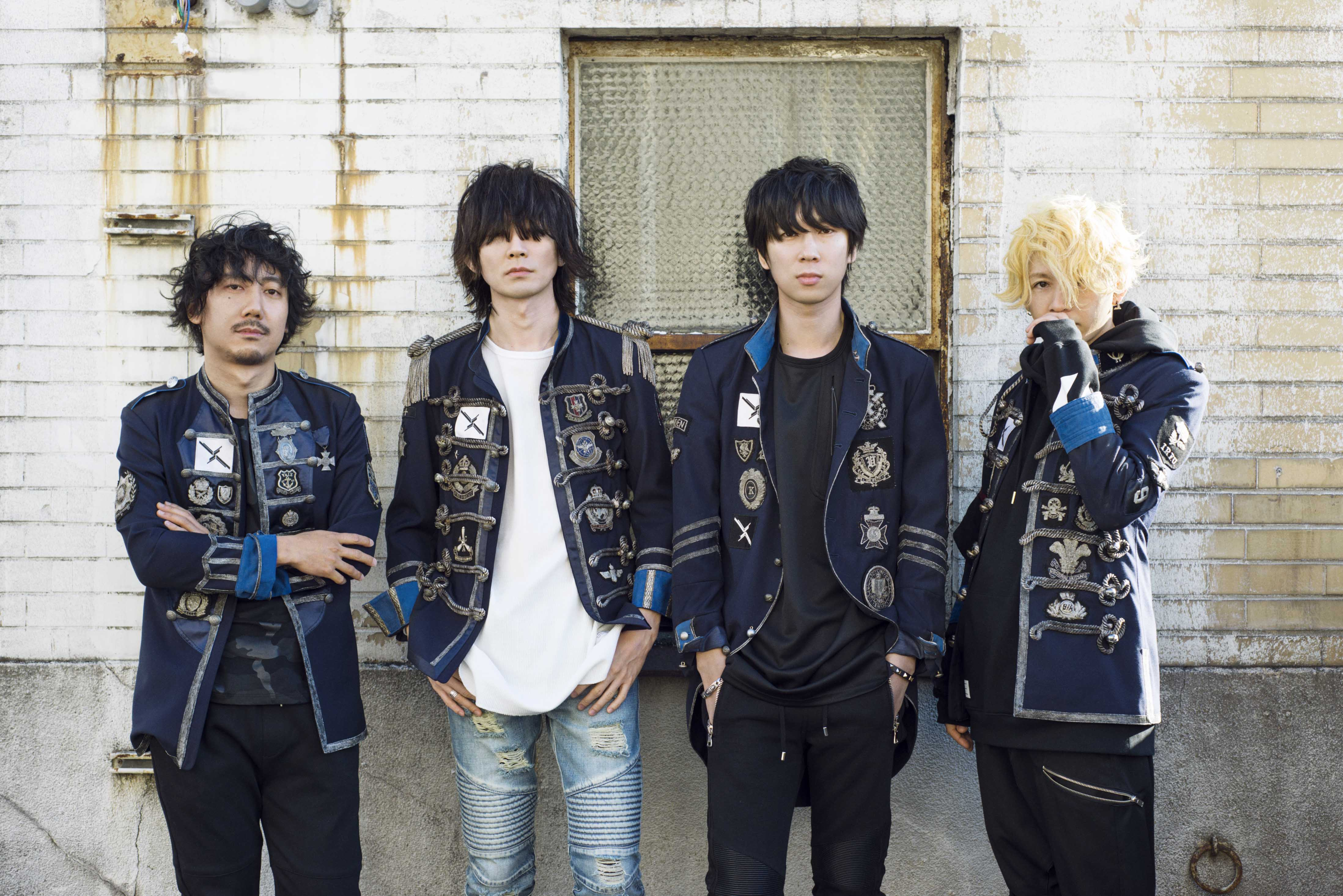
Bump of Chicken.

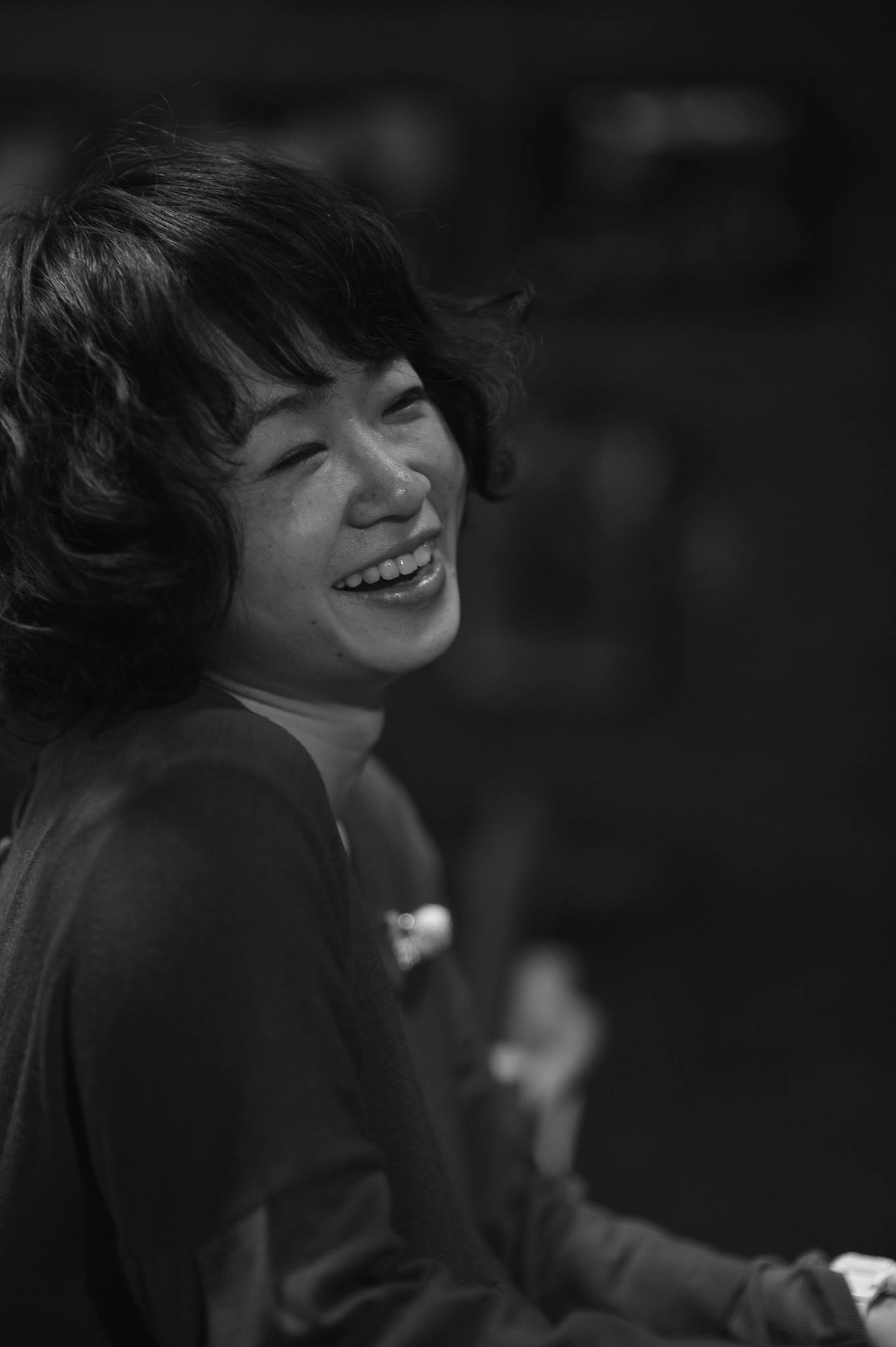
Sachiko Daita.

- Shōta Aoi (participó bajo el nombre de Noboru Yanagawa)
- Aiko
- Masaki Yamashita
- Ino Hidefumi
- Ringo Shiina
- Sakihito
- Takuya
- Yasutaka Nakata
- Toshiko Koshijima
- Hungry Days
- the PeteBest
- Hisako Tabuchi
- Core of Soul
- GO!GO!7188
- Pink Ribbon Army
- Sachiko Itō
- the youth
- 0930
- Ai Iwasaki
- Aoi Teshima
- Violent is Savanna
- Super Beaver
- Blue Encount
- Mao Abe
- hiro:n
- cinema staff
- Maki Chang
- Bump of Chicken
- Jinn
- Charcoal Filter
- Kumiko Yanagida
- Kozue Takada
- Akinori Nakagawa
- Keigo Iwase
- Kenji Okahira
- Takuya Kurebe
- Kiroro
- Mina Ganaha
- Sutherland
- High and Mighty Color
- Shō Kiryūin
- Yutaka Kyan
- Hanako Oku
- Tamurapan
- Kako Hinata
- Dirty Old Men
- Sachiko Daita
- Fumina Hisamatsu
- Little Baby
- Kab.
- Peace
- Unison Square Garden
- Emi Noda
- Setagawa Boys
- Shishamo